# 텔레싱코
텔레싱코(스페인어: Telecinco)는 스페인의 지상파 텔레비전 채널이다. 이 채널이 속한 스페인의 방송 기업인 "메디아셋 에스파냐 코무니카시온"(Mediaset España Comunicación)은 이탈리아의 방송 기업인 메디아셋이 41.55%, 스페인의 기업 Prisa가 13.65%의 주식을 소유하고 있다.
Telecinco의 첫 번째 방송은 1989년 3월 10일 테스트 전송과 1990년 3월 3일의 공식 전송으로 시작되었으며 두 번째 스페인 민간 라디오 방송국 인 안테나3이 뒤를이었다. 방송 초기에는 Tele5로 지명되었지만 현재의 Telecinco로 변경되었다. (발음은 동일하다.) 동시에 로고가 현재 로고로 변경되었다.

## 자매 채널
- Cuatro, Factoría de Ficción, Boing, Divinity, Energy, Nueve

## 같이 보기
- 메디아셋
- 카날레 5